# Поль Делгейд
Поль Делгейд (9 грудня 1909) — бельгійський хокеїст на траві. Грав за клуб «Роял Расинг» з Уккела. Увійшов до складу збірної Бельгії на літніх Олімпійських іграх 1928 в Амстердамі, де вона посіла 4-те місце. Грав на позиції нападника, зіграв 5 матчів і забив 1 гол у ворота збірної Швейцарії. Учасник літніх Олімпійських ігор 1928 у Берліні, де його збірна поділила 10-11-те місця. Грав на позиції нападника, зіграв 2 матчі і забив 2 голи (по одному у ворота збірних Нідерландів та Швейцарії).